# شركة النفط البحرية الإيرانية
شركة النفط البحرية الإيرانية (IOOC) الفارسية: شرکت نفت فلات قاره ایران) هي شركة تابعة لشركة النفط الإيرانية الوطنية . يقع مقرها، وهو كيان قانوني مستقل، في طهران وتعمل في جنوب إيران . تغطي أنشطتها مناطق مهمة من الخليج العربي وتتمثل أنشطتها الرئيسية في محافظة بوشهر وفي جزيرة خرج وجزيرة سيري وجزيرة لافان . 

## روابط خارجية
- الموقع الرسمي
- خزانات العماري العملاقة